# Lars Boberg
Lars Gustaf Boberg, född 20 februari 1929 i Stockholm, död 1 juni 2020 i Oscars distrikt, Stockholm, var en svensk TV-producent.
Boberg var utbildad folkskollärare och anställdes 1952 av Radiotjänst där han arbetade vid skolradion fram till 1956. Han var därefter programsekreterare vid radions talavdelning. Åren 1960–1963 arbetade han vid radions samhälls- och kulturredaktion innan han 1963 gick över till TV-mediet för att bli biträdande chef för dess kulturredaktion.
Inför starten av TV2 utsågs Boberg 1968 till chef för den nya kanalens nöjesredaktion. Han skulle sedan vara chef för TV2 Nöje ända fram till 1987 när den avdelningen lades ner. Han hade därefter uppdrag som projektledare vid Kanal 1 fram till 1988. Han lämnade sedan SVT för att bli programchef vid Sonet Media från 1989.
Boberg var systerson till skådespelaren Bengt Djurberg. Lars Boberg är begravd på Katarina kyrkogård i Stockholm.